# Драган Катанић
Драган Катанић (Чачак, 14. јануар 1956) је пензионисани генерал-потпуковник војске Србије и бивши командант ваздухопловства и противваздухопловне одбране војске Србије. Од страних језика говори руски. Ожењен је и има двоје деце. Активна војна служба му је престала 13. јула 2009. године.

## Образовање
- Ваздухопловна војна академија, 1979. године
- Генералштабна школа, 1996. године
- Школа националне одбране, 2002. године

## Досадашње дужности
- командир 3. авијацијског одељења, 124. ловачка авијацијска ескадрила,
- пробни пилот, Ваздухопловни опитни центар,
- командир 1. ао (уједно заменик командира ескадриле), ескадрила за испитивање у лету, ВОЦ,
- командир ескадриле за испитивање у лету, ВОЦ,
- начелник сектора за експлоатацију и испитивање у лету, уједно заменик начелника ВОЦ-а,
- начелник Одсека за план, развој и опремање НВО, Управа авијације, Сектор за РВ и

ПВО, генералштаб војске СЦГ
- командант ваздухопловства и противваздухопловне одбране

## Унапређења у чинове
| Потпоручник | Поручник | Капетан | Капетан прве класе | Мајор | Потпуковник | Пуковник | Генерал-мајор | Генерал-мајор | Генерал-потпуковник |
| ----------- | -------- | ------- | ------------------ | ----- | ----------- | -------- | ------------- | ------------- | ------------------- |
|             |          |         |                    |       |             |          |               |               |                     |
| 1979.       | 1980.    | 1983.   | 1987.              | 1990. | 1994.       | 1998.    | 2006.         | 2007.         | 2009.               |